# Copa México 1967/68
Die Copa México 1967/68 war die 26. Austragung des Fußball-Pokalwettbewerbs seit Einführung des Profifußballs in Mexiko. Das Turnier begann am 19. März 1967 mit der Begegnung zwischen dem CF Atlante und dem CD Oro (2:2) und endete mit dem am 18. Mai 1967 ausgetragenen Finale zwischen dem CF Atlas und dem CD Veracruz (2:1).
Teilnahmeberechtigt waren die 16 Mannschaften, die in der Saison 1967/68 in der höchsten Spielklasse vertreten waren. Pokalsieger wurde zum vierten (und seitdem auch letzten) Mal die Mannschaft des CF Atlas, die zuvor bereits in den Jahren 1946, 1950 und 1962 erfolgreich war.

## Modus
Das Turnier begann mit vier Vorrundengruppen, denen jeweils vier Mannschaften zugeteilt waren. In der Gruppenphase spielten alle Mannschaften aus derselben Gruppe jeweils zweimal gegeneinander, wobei sie jeweils einmal Heimrecht hatten und einmal auswärts antraten. Die jeweiligen Gruppensieger qualifizierten sich für das im K.-o.-System ausgetragene Halbfinale, das in Hin- und Rückspielen mit je einem Heimrecht der beiden Kontrahenten ausgetragen wurde, während das Endspiel im Aztekenstadion von Mexiko-Stadt stattfand.

## Vorrunde
Die Begegnungen des Achtelfinals wurden zwischen dem 19. März und 30. April 1967 ausgetragen. Zu einer Besonderheit kam es in der Gruppe 3, in der sich am letzten Spieltag im Estadio Tecnológico von Monterrey der CF Monterrey und der CF Atlas gegenüberstanden. Durch den 1:0-Erfolg der Hausherren führten beide Mannschaften die Abschlusstabelle mit jeweils acht Punkten an. Weil das Torverhältnis (Tordifferenz jeweils +2) nicht zur Ermittlung des Gruppensiegers herangezogen wurde, mussten die beiden Mannschaften drei Tage später noch einmal gegeneinander antreten. Das Entscheidungsspiel um den Gruppensieg fand ebenfalls im Estadio Tecnológico statt und wurde diesmal vom Gast mit 4:1 gewonnen, der sich dadurch nicht nur in der Gruppe durchsetzen konnte, sondern anschließend auch das Turnier gewann.

### Gruppe 1
| Pl. | Verein           | Sp. | S | U | N | Tore    | Diff. | Punkte |
| --- | ---------------- | --- | - | - | - | ------- | ----- | ------ |
| 1.  | Deportivo Toluca | 6   | 4 | 1 | 1 | 013:700 | +6    | 09:30  |
| 2.  | CD Oro           | 6   | 2 | 3 | 1 | 007:800 | −1    | 07:50  |
| 3.  | CF Atlante       | 6   | 1 | 4 | 1 | 009:100 | −1    | 06:60  |
| 4.  | CF Pachuca       | 6   | 0 | 2 | 4 | 007:110 | −4    | 02:10  |

| 19. März 1967    |     |                                                 |
| CF Atlante       | 2:2 | CD Oro \| Aztekenstadion                        |
| 26. März 1967    |     |                                                 |
| CF Pachuca       | 1:2 | Deportivo Toluca \| Estadio Revolución Mexicana |
| 30. März 1967    |     |                                                 |
| CD Oro           | 1:0 | CF Pachuca \| Estadio Jalisco                   |
| 2. April 1967    |     |                                                 |
| Deportivo Toluca | 2:0 | CF Atlante \| Estadio Luis Gutiérrez Dosal      |
| 6. April 1967    |     |                                                 |
| CD Oro           | 2:0 | Deportivo Toluca \| Estadio Jalisco             |
| 9. April 1967    |     |                                                 |
| CF Atlante       | 0:0 | CF Pachuca \| Aztekenstadion                    |
| 16. April 1967   |     |                                                 |
| CD Oro           | 1:1 | CF Atlante \| Estadio Jalisco                   |
| Deportivo Toluca | 3:2 | CF Pachuca \| Estadio Luis Gutiérrez Dosal      |
| 20. April 1967   |     |                                                 |
| CF Atlante       | 2:2 | Deportivo Toluca \| Aztekenstadion              |
| 23. April 1967   |     |                                                 |
| CF Pachuca       | 1:1 | CD Oro \| Estadio Revolución Mexicana           |
| 30. April 1967   |     |                                                 |
| Deportivo Toluca | 4:0 | CD Oro \| Estadio Luis Gutiérrez Dosal          |
| CF Pachuca       | 3:4 | CF Atlante \| Estadio Revolución Mexicana       |

### Gruppe 2
| Pl. | Verein         | Sp. | S | U | N | Tore    | Diff. | Punkte |
| --- | -------------- | --- | - | - | - | ------- | ----- | ------ |
| 1.  | CD Cruz Azul   | 6   | 4 | 1 | 1 | 008:400 | +4    | 09:30  |
| 2.  | CD Guadalajara | 6   | 2 | 2 | 2 | 007:700 | ±0    | 06:60  |
| 3.  | U.N.A.M.       | 6   | 2 | 1 | 3 | 006:700 | −1    | 05:70  |
| 4.  | CF Nuevo León  | 6   | 1 | 2 | 3 | 006:900 | −3    | 04:80  |

| 26. März 1967  |     |                                                  |
| U.N.A.M.       | 0:1 | CD Guadalajara \| Estadio Ciudad de los Deportes |
| CD Cruz Azul   | 1:1 | CF Nuevo León \| Estadio 10 de diciembre         |
| 1. April 1967  |     |                                                  |
| CF Nuevo León  | 3:1 | U.N.A.M. \| Estadio Tecnológico                  |
| 2. April 1967  |     |                                                  |
| CD Guadalajara | 0:1 | CD Cruz Azul \| Estadio Jalisco                  |
| 6. April 1967  |     |                                                  |
| U.N.A.M.       | 2:1 | CD Cruz Azul \| Estadio Ciudad de los Deportes   |
| 8. April 1967  |     |                                                  |
| CF Nuevo León  | 2:2 | CD Guadalajara \| Estadio Tecnológico            |
| 13. April 1967 |     |                                                  |
| CD Guadalajara | 1:1 | U.N.A.M. \| Estadio Jalisco                      |
| 15. April 1967 |     |                                                  |
| CF Nuevo León  | 0:1 | CD Cruz Azul \| Estadio Tecnológico              |
| 23. April 1967 |     |                                                  |
| CD Cruz Azul   | 3:1 | CD Guadalajara \| Estadio 10 de diciembre        |
| U.N.A.M.       | 2:0 | CF Nuevo León \| Estadio Ciudad de los Deportes  |
| 30. April 1967 |     |                                                  |
| CD Guadalajara | 2:0 | CF Nuevo León \| Estadio Jalisco                 |
| CD Cruz Azul   | 1:0 | U.N.A.M. \| Estadio 10 de diciembre              |

### Gruppe 3
| Pl. | Verein       | Sp. | S | U | N | Tore    | Diff. | Punkte |
| --- | ------------ | --- | - | - | - | ------- | ----- | ------ |
| 1.  | CF Atlas     | 6   | 3 | 2 | 1 | 009:700 | +2    | 08:40  |
| 2.  | CF Monterrey | 6   | 3 | 2 | 1 | 008:600 | +2    | 08:40  |
| 3.  | Club Necaxa  | 6   | 1 | 3 | 2 | 008:900 | −1    | 05:70  |
| 4.  | Club León    | 6   | 1 | 1 | 4 | 005:800 | −3    | 03:90  |

| 25. März 1967  |     |                                    |
| CF Monterrey   | 2:2 | Club Necaxa \| Estadio Tecnológico |
| 26. März 1967  |     |                                    |
| CF Atlas       | 2:1 | Club León \| Estadio Jalisco       |
| 30. März 1967  |     |                                    |
| Club Necaxa    | 2:2 | CF Atlas \| Aztekenstadion         |
| 1. April 1967  |     |                                    |
| Club León      | 1:2 | CF Monterrey \| Estadio León       |
| 8. April 1967  |     |                                    |
| Club León      | 2:1 | Club Necaxa \| Estadio León        |
| 9. April 1967  |     |                                    |
| CF Atlas       | 2:1 | CF Monterrey \| Estadio Jalisco    |
| 15. April 1967 |     |                                    |
| Club León      | 1:1 | CF Atlas \| Estadio León           |
| 16. April 1967 |     |                                    |
| Club Necaxa    | 1:1 | CF Monterrey \| Aztekenstadion     |
| 22. April 1967 |     |                                    |
| CF Monterrey   | 1:0 | Club León \| Estadio Tecnológico   |
| 23. April 1967 |     |                                    |
| CF Atlas       | 2:1 | Club Necaxa \| Estadio Jalisco     |
| 27. April 1967 |     |                                    |
| Club Necaxa    | 1:0 | Club León \| Aztekenstadion        |
| 29. April 1967 |     |                                    |
| CF Monterrey   | 1:0 | CF Atlas \| Estadio Tecnológico    |

2. Mai 1967, Entscheidungsspiel um den Gruppensieg
| CF Monterrey | 1:4 | CF Atlas \| Estadio Tecnológico |

### Gruppe 4
| Pl. | Verein           | Sp. | S | U | N | Tore    | Diff. | Punkte |
| --- | ---------------- | --- | - | - | - | ------- | ----- | ------ |
| 1.  | CD Veracruz      | 6   | 4 | 1 | 1 | 007:100 | +6    | 09:30  |
| 2.  | Club América     | 6   | 2 | 2 | 2 | 010:100 | ±0    | 06:60  |
| 3.  | CD Irapuato      | 6   | 2 | 2 | 2 | 009:100 | −1    | 06:60  |
| 4.  | Atlético Morelia | 6   | 1 | 1 | 4 | 006:110 | −5    | 03:90  |

| 26. März 1967    |     |                                                  |
| Atlético Morelia | 1:2 | Club América \| Estadio Venustiano Carranza      |
| CD Irapuato      | 1:0 | CD Veracruz \| Estadio Revolución                |
| 2. April 1967    |     |                                                  |
| CD Veracruz      | 1:0 | Atlético Morelia \| Parque Deportivo Veracruzano |
| Club América     | 4:2 | CD Irapuato \| Aztekenstadion                    |
| 9. April 1967    |     |                                                  |
| CD Veracruz      | 2:0 | Club América \| Parque Deportivo Veracruzano     |
| Atlético Morelia | 0:2 | CD Irapuato \| Estadio Venustiano Carranza       |
| 13. April 1967   |     |                                                  |
| Club América     | 2:3 | Atlético Morelia \| Aztekenstadion               |
| 16. April 1967   |     |                                                  |
| CD Veracruz      | 2:0 | CD Irapuato \| Parque Deportivo Veracruzano      |
| 23. April 1967   |     |                                                  |
| Atlético Morelia | 0:2 | CD Veracruz \| Estadio Venustiano Carranza       |
| CD Irapuato      | 2:2 | Club América \| Estadio Revolución               |
| 30. April 1967   |     |                                                  |
| Club América     | 0:0 | CD Veracruz \| Aztekenstadion                    |
| CD Irapuato      | 2:2 | Atlético Morelia \| Estadio Revolución           |

## Halbfinale
Die Hinspiele des Halbfinals wurden am 7. Mai und die Rückspiele am 14. Mai 1967 ausgetragen. Im Vergleich zwischen Cruz Azul und Veracruz setzten sich die Tiburones Rojos im Elfmeterschießen durch.
|                  | Gesamt |             | Hinspiel | Rückspiel |
| ---------------- | ------ | ----------- | -------- | --------- |
| Deportivo Toluca | 2:3    | CF Atlas    | 1:2      | 1:1       |
| CD Cruz Azul     | 1:1    | CD Veracruz | 0:0      | 1:1       |

## Finale
Das Finale wurde am 18. Mai 1967 ausgetragen.
|          | Ergebnis |             |
| -------- | -------- | ----------- |
| CF Atlas | 2:1      | CD Veracruz |

Mit der folgenden Mannschaft gewann der CF Atlas den Pokalwettbewerb der Saison 1967/68:
Javier Vargas – Rafael Gómez, Rodolfo Jáuregui, Humberto Medina, José Luis Juárez – Joel Andrade, Fernando Padilla, José „Dumbo“ Rodríguez – José Delgado, Ignacio Buenrostro, Jorge Silva; Trainer: Javier Novello.